# يو أف أل
يو أف أل (بالإنجليزية: UFL)‏ هي لعبة كرة قدم قادمة من تطوير شركة سترايكرز البيلاروسية، ستكون اللعبة مجانية. من المقرر إصدار اللعبة على منصات بلاي ستيشن 4، بلاي ستيشن 5، إكس بوكس ون وإكس بوكس سيريس إكس وسيريس أس.